# آن‌ها نباید پیر شوند
آن‌ها نباید پیر شوند (انگلیسی: They Shall Not Grow Old) فیلمی مستند به کارگردانی پیتر جکسون است که در سال ۲۰۱۸ منتشر شد. این فیلم با استفاده از فیلم‌های اصلی برداشته‌شده از جنگ جهانی اول محفوظ در آرشیو موزه سلطنتی جنگ که بیشتر آن‌ها تاکنون دیده‌نشده‌اند، به همراه صداهای ضبط‌شده توسط بی‌بی‌سی و مصاحبه‌های آی‌دبلیوام که از بریتانیایی‌های حاضر در نبرد گرفته‌شده، ساخته شده‌است. بیشتر این فیلم‌ها رنگی شده و با استفاده ابزارها و تکنیک‌های مدرن تبدیل شده‌اند و برای اثرگذاری بیشتر و هرچه بیشتر نزدیک‌شدن به تجربه واقعی سربازان از نبرد، از جلوه‌های صوتی و صداپیشه در آن استفاده شده‌است.
این فیلم، اولین تجربه کارگردانی مستند پیتر جکسون است گرچه او در سال ۱۹۹۵ تجربه کارگردانی فیلم مستندنمای نقره فراموش‌شده و تهیه‌کنندگی غرب ممفیس بر اساس سه نفر ممفیس غربی در سال ۲۰۱۲ را در کارنامه دارد. جکسون که پدربزرگش در جنگ جهانی اول جنگیده، قصدش از ساخت این فیلم را ساختن فیلمی می‌داند که تجربه «سرباز بودن شبیه چیست» به‌جای روایت داستانی از توالی رویدادها باشد. سازندگان فیلم ۶۰۰ ساعت مصاحبه با ۲۰۰ کهنه‌سرباز و ۱۰۰ ساعت فیلم ویدئویی اصلی را برای ساخت فیلم بازبینی و بررسی کردند. عنوان فیلم از شعر «آن‌ها بزرگ می‌شوند نه پیر در حالی‌که ما باقی مانده‌ایم و پیر می‌شویم» لورنس بینیون با عنوان «برای کشته‌شدگان» گرفته شده‌است که در سال ۱۹۱۴ سروده شده و به‌خاطر استفاده در چکامه یادآوری مشهور است.
آن‌ها نباید پیر شوند اولین بار در ۱۶ اکتبر ۲۰۱۸ به صورت همزمان در جشنواره فیلم لندن و سالن‌های منتخب بریتانیا به نمایش درآمد پیش از آنکه در ۱۱ نوامبر ۲۰۱۸ از بی‌بی‌سی دو به مناسبت صدمین سالگرد آتش‌بس ۱۱ نوامبر ۱۹۱۸ پخش شود. این فیلم از سوی منتقدان به‌خاطر ترمیم فیلم‌های به‌جا مانده، فضای تأثیرگذار و تصویرش از جنگ، تحسین شده‌است.